# Cornol
Cornol je obec ve švýcarském kantonu Jura. Žije zde přibližně 1 000 obyvatel.

## Geografie

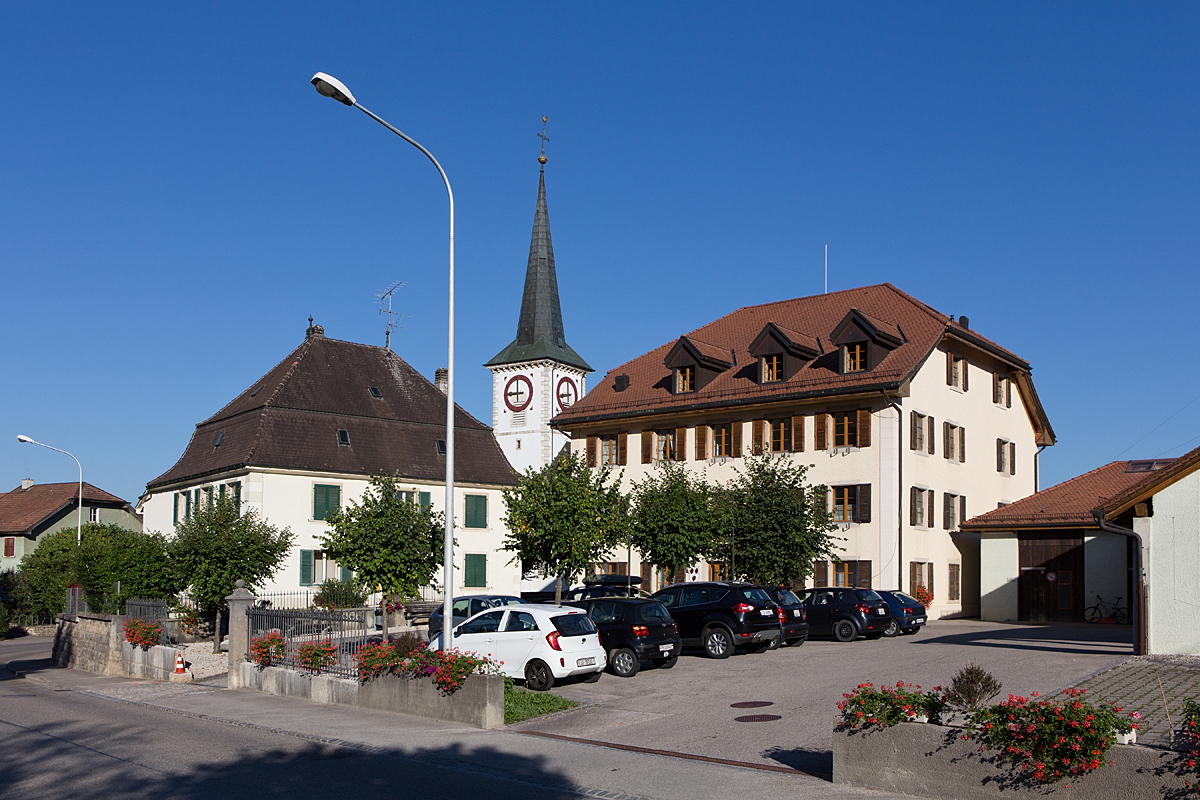
Centrum obce s radnicí

Cornol leží v nadmořské výšce 520 m, vzdušnou čarou 7 km východně od okresního města Porrentruy. Obec se rozkládá podél potoka Cornoline v oblasti Ajoie na severním úpatí pohoří Faltenjura.
Severní část území obce o rozloze 10,4 km² tvoří široká rovina La Pran, která se mírně svažuje k severu a protéká jí říčka Cornoline, přítok Allaine. V jižní části zasahuje území obce do pramenů řeky Cornoline na severním svahu jurského masivu Lomont. V této horní části vytváří potok klínové údolí mezi výšinami Mont Terri (804 m n. m.) na západě a Ecré (649 m n. m.) na východě. Nejvyšší bod obce se nachází ve výšce 940 m n. m. na hřebeni masivu Lomont. V roce 1997 bylo 7 % rozlohy obce pokryto zastavěnou plochou, 34 % lesy a lesními porosty, 58 % zemědělskými plochami a méně než 1 % neproduktivní půdou.
V obci Cornol se nachází řada samostatných zemědělských podniků. Sousedními obcemi obce Cornol jsou Courgenay, Alle, La Baroche a Clos du Doubs.

## Historie

Letecký pohled (1950)

Cornol má velmi dlouhou tradici osídlení. Mont Terri bylo opevněným sídlištěm již od neolitu, další artefakty objevené v jeskyni poblíž vesnice pocházejí z pozdní doby bronzové. Keltové zde postavili oppidum na Mont Terri.
Vesnice je poprvé zmiňována v roce 1136 jako Coronotum, později se objevují také názvy Coronolt (1180) a Corenol (1406). Cornol se poprvé stal součástí basilejského knížecího biskupství v roce 1271. Od 16. do 18. století patřil k panství Alle. Během nepokojů v letech 1730 až 1740 se obyvatelé vesnice vzbouřili proti knížecí biskupské vrchnosti.  V letech 1793–1815 patřil Cornol k Francii a zpočátku byl součástí départementu du Mont-Terrible, od roku 1800 byl součástí départementu Haut-Rhin. Na základě rozhodnutí Vídeňského kongresu se obec v roce 1815 stala součástí kantonu Bern. Od 1. ledna 1979 je součástí nově založeného kantonu Jura.

## Obyvatelstvo
| Rok            | 1850 | 1900 | 1910 | 1930 | 1950 | 1960 | 1970 | 1980 | 1990 | 2000 |
| Počet obyvatel | 786  | 1145 | 1030 | 789  | 831  | 809  | 855  | 708  | 769  | 797  |

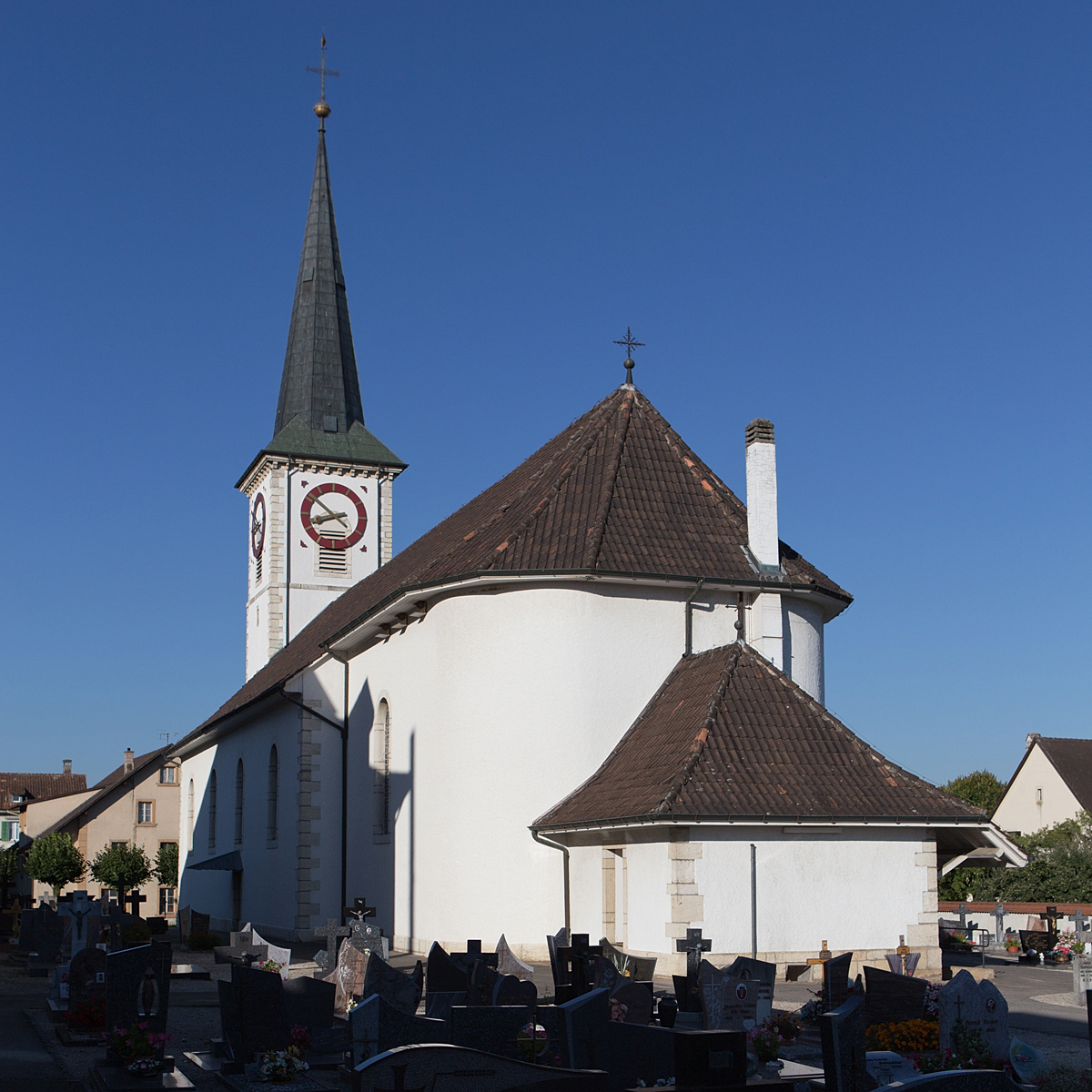
Kostel

Z celkového počtu obyvatel je 93,1 % francouzsky mluvících, 3,6 % německy a 1,1 % italsky mluvících (k roku 2000). Největšího počtu obyvatel dosáhl Cornol na konci 19. století. Poté byl až do roku 1930 zaznamenán výrazný pokles. Ve zbytku 20. století počet obyvatel kolísal poměrně málo a od roku 1980 postupně roste.

## Hospodářství
Cornol se v 19. století změnil ze zemědělské na průmyslovou vesnici. Hrnčířství získávalo na významu již v 18. století a v 19. století se dále rozvíjelo. V této době se přidal hodinářský průmysl, těžba sádry a tavení železa. Dnes se místní obyvatelé věnují především drobným místním podnikům. Díky úrodné půdě v okolí je zemědělství stále velmi důležité.
Turistická infrastruktura se omezuje na opatření a zařízení, která si obec vybudovala sama, jako je síť turistických stezek a golfové hřiště.

## Doprava
Obec má dobré dopravní spojení. Nachází se na hlavní silnici z Porrentruy přes průsmyk Les Rangiers do Delémontu. Západní částí obce prochází úsek dálnice A16 z Delémontu do Porrentruy, který byl otevřen v roce 1998 a je napojen jak na švýcarskou, tak na francouzskou dálniční síť. V Cornolu se nachází dálniční sjezd Courgenay a severní portál 4 km dlouhého tunelu Mont Terri do Saint-Ursanne. Od otevření tunelu se tranzitní doprava obcí výrazně snížila. Cornol je napojen na síť veřejné dopravy prostřednictvím autobusové linky Postauto z Porrentruy do Asuelu.